# Oboe

Symbool van de RAF.

Oboe (Observer Bombing Over Enemy) was een Brits radargeleidesysteem voor bommenwerpers in de Tweede Wereldoorlog. Het systeem werd in december 1942 vrijwel gelijktijdig met het H2S-systeem ingevoerd. 
Het systeem was bedoeld om de RAF-bommenwerpers tijdens nachtvluchten of bij slecht zicht naar hun doel te leiden. Het systeem werkte met echo's die door het toestel zelf werden uitgezonden, waardoor het toestel voor de vijand op te sporen was. Het systeem werkte in samenwerking met twee grondstations, namelijk de CAT, die vaststelde of het toestel nog op koers vloog, en de MOUSE, die aangaf wanneer het toestel zich boven het doel begaf.
Nadelen waren dat de toestellen op te sporen waren door de vijand en de reikwijdte van het systeem slechts 270 mijl bedroeg. Vanwege deze nadelen werden vooral de snellere Pathfinder Mosquito-toestellen gebruikt, die de doelen in Duitsland markeerden met bommen van een herkenbare kleur. Hierdoor wist de hoofdmacht waar de doelen zich bevonden.
Op 28 mei 1943 stortte de Mosquito type B.IV, reg. DZ-432 van de 8e Group Bomber Command HS-N, neer in een weiland bij Bleskensgraaf (Zuid-Holland). Het was het eerste met OBOE uitgeruste vliegtuig dat verloren is gegaan boven Nederland.